# Dexter Dennis
Dexter Dennis, född 9 februari 1999 i Baker i Louisiana, är en amerikansk professionell basketspelare (SG) som spelar för Sacramento Kings i National Basketball Association (NBA). Han har tidigare spelat för Dallas Mavericks.
Dennis blev aldrig NBA-draftad.
Innan han blev proffs studerade Dennis först på Wichita State University och spelade för deras idrottsförening Wichita State Shockers. Han blev senare överförd till Texas A&M University för spel i Texas A&M Aggies.